# Kolsko
Kolsko è un comune rurale polacco del distretto di Nowa Sól, nel voivodato di Lubusz.
Ricopre una superficie di 80,57 km² e nel 2004 contava 3 235 abitanti.